# Roberto Eduardo Sosa
Roberto Eduardo Sosa (* 14. Juni 1935 in San Carlos; † 27. Juni 2008) war ein uruguayischer Fußballspieler.

## Spielerlaufbahn

### Verein
Der 1,79 Meter große Torwart Sosa spielte zunächst in Montevideo für Nacional. Dort stand er bereits in seiner Juniorenzeit 1954 im Kader und gehörte auch dem Aufgebot in den Erstliga-Spielzeiten der Jahre 1955 bis 1968 an. In diesem Zeitraum absolvierte er 382 Partien für die Bolsos und feierte in den Jahren 1955, 1956, 1957, 1963 und 1966 jeweils den Gewinn des Landesmeistertitels. 1964 steht die Teilnahme an den Finalspielen der Copa Campeones de América für ihn zu Buche, in denen Nacional dem argentinischen Vertreter Independiente letztlich die Trophäe überlassen musste. Sodann spielte er noch in Chile. 1968 war er dort bei Universidad de Chile und 1970 für Deportes La Serena aktiv. 14 bzw. 33 Einsätze werden bei diesen Stationen für Sosa geführt.

### Nationalmannschaft
Sosa gehörte der uruguayischen Junioren-Nationalmannschaft an, die 1954 an der Junioren-Südamerikameisterschaft in Venezuela teilnahm und den Titel gewann. Im Verlaufe des Turniers wurde er von Trainer Gerardo Spósito sechsmal eingesetzt. Er war auch Mitglied der A-Nationalmannschaft Uruguays, für die er zwischen dem 7. Dezember 1959 und dem 1. Juli 1967 22 Länderspiele absolvierte, bei denen er 35 Gegentreffer hinnehmen musste. Mit der Celeste nahm er an den Weltmeisterschaften 1962 und 1966 teil. Beim erstgenannten Turnier war er Stammtorhüter und wurde in allen drei Partien eingesetzt. In England hatte er lediglich die Reservistenrolle inne. Zudem gewann er bei der zweiten Südamerikameisterschaft des Jahres 1959 mit Uruguay den Titel.

### Erfolge
- Junioren-Südamerikameister: 1954
- Südamerikameister: 1959
- 5× Uruguayischer Meister: 1955, 1956, 1957, 1963, 1966